# Royal Air Maroc Express
Royal Air Maroc Express — регіональна авіакомпанія та є 100% дочірньою компанією Royal Air Maroc, яка базується в Касабланці, Марокко. 
Перевізник виконує регулярні внутрішні рейси та регулярні регіональні рейси до материкової частини Іспанії, Канарських островів, Гібралтару та Португалії, а також чартерні послуги для туроператорів та корпоративних клієнтів. Авіакомпанія базується в міжнародному аеропорту Мохаммеда V. 

## Історія
Авіакомпанія почала роботу в липні 2009 року. 
Вона повністю належить Royal Air Maroc . 

## Напрямки
| Держава    | Місто       | Аеропорт           | Примітки  | Refs |
| ---------- | ----------- | ------------------ | --------- | ---- |
| Марокко    | Агадір      | Агадір             |           |      |
| Марокко    | Хосейма     | Хосейма            |           |      |
| Марокко    | Буарфа      | Буарфа             |           |      |
| Марокко    | Касабланка  | Касабланка         | Хаб       |      |
| Марокко    | Дахла       | Дахла              |           |      |
| Марокко    | Ель-Аюн     | Ель-Аюн            |           |      |
| Марокко    | Ер-Рашидія  | Ер-Рашидія         |           |      |
| Марокко    | Ес-Сувейра  | Ес-Сувейра         | Припинено |      |
| Марокко    | Фес         | Фес                |           |      |
| Марокко    | Гельмім     | Гельмім            |           |      |
| Марокко    | Марракеш    | Марракеш           | Хаб       |      |
| Марокко    | [[Надор]    | Надор              |           |      |
| Марокко    | Уарзазат    | Уарзазат           |           |      |
| Марокко    | Гельмім     | Гельмім            |           |      |
| Марокко    | Уджда       | Уджда              |           |      |
| Марокко    | Рабат       | Рабат              |           |      |
| Марокко    | Смара       | Смара              |           |      |
| Марокко    | Танжер      | Танжер             | Хаб       |      |
| Марокко    | Тан-Тан     | Тан-Тан            |           |      |
| Марокко    | Тетуан      | Тетуан             |           |      |
| Марокко    | Загора      | Загора             |           |      |
| Португалія | Лісабон     | Лісабон            |           |      |
| Португалія | Порту       | Порту              | Припинено |      |
| Іспанія    | Лас-Пальмас | Гран-Канарія       |           |      |
| Іспанія    | Мадрид      | Мадрид             |           |      |
| Іспанія    | Малага      | Малага             |           |      |
| Іспанія    | Тенерифе    | Тенерифе-Північний |           |      |
| Іспанія    | Валенсія    | Валенсія           |           |      |
| Гібралтар  | Гібралтар   | Гібралтар          | Припинено |      |

## Флот
| Тип        | Всього | Замовлення | Пасажирів | Пасажирів | Пасажирів |
| Тип        | Всього | Замовлення | P         | Y         | Загалом   |
| ---------- | ------ | ---------- | --------- | --------- | --------- |
| ATR 72-600 | 6      |            | 12        | 58        | 70        |